# Margency
Margency is een gemeente in het Franse departement Val-d'Oise (regio Île-de-France) en telt 2587 inwoners (1999). De plaats maakt deel uit van het arrondissement Sarcelles.

## Geografie
De oppervlakte van Margency bedraagt 0,7 km², de bevolkingsdichtheid is 3695,7 inwoners per km².
De onderstaande kaart toont de ligging van Margency met de belangrijkste infrastructuur en aangrenzende gemeenten.

## Demografie
Onderstaande figuur toont het verloop van het inwonertal (bron: INSEE-tellingen).